# Hydriomena obsoletaria
Hydriomena obsoletaria är en fjärilsart som beskrevs av Schille 1900. Hydriomena obsoletaria ingår i släktet Hydriomena och familjen mätare. Inga underarter finns listade i Catalogue of Life.